# Râul Răstolț
Râul Răstolț este un râu din România, afluent al râului Agrij. 